# Ołownicowate

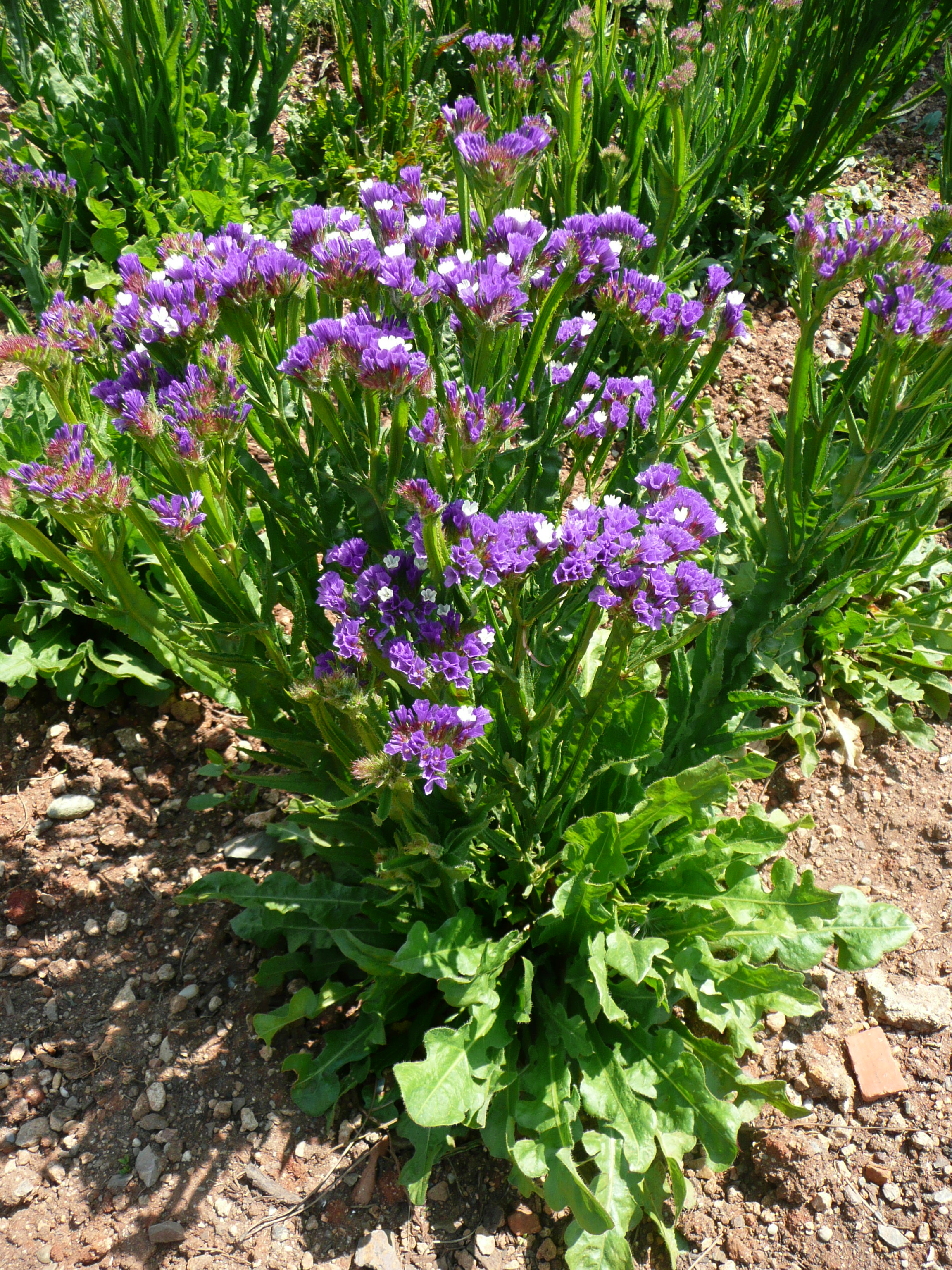
Zatrwian wrębny

Ołownicowate, zawciągowate (Plumbaginaceae Juss.) – rodzina roślin okrytonasiennych z grupy dwuliściennych właściwych. Należy do niej 21–29 rodzajów z około 725–830 gatunkami. Duże różnice w ujęciu taksonomicznym zaliczanych tu roślin wynikają z problemów jakie stwarza duży udział taksonów powstających w wyniku apomiksji i poliploidii (zwłaszcza w grupie szeroko ujmowanego rodzaju Limonium). Są szeroko rozprzestrzenione na kuli ziemskiej, szczególnie licznie występują w obszarze śródziemnomorskim oraz w Azji. Do rodzimej flory Polski należy tylko zawciąg pospolity (Armeria maritima), poza tym uprawiane są rośliny z rodzaju zatrwian (Limonium) i ołownik (Plumbago).
Rośliny tu zaliczane występują na siedliskach suchych i mokrych, często zasolonych, wzdłuż wybrzeży. Znaczenie użytkowe mają rośliny ozdobne głównie z rodzajów: zawciąg, zawciągowiec, zatrwian i ołownik.

## Morfologia

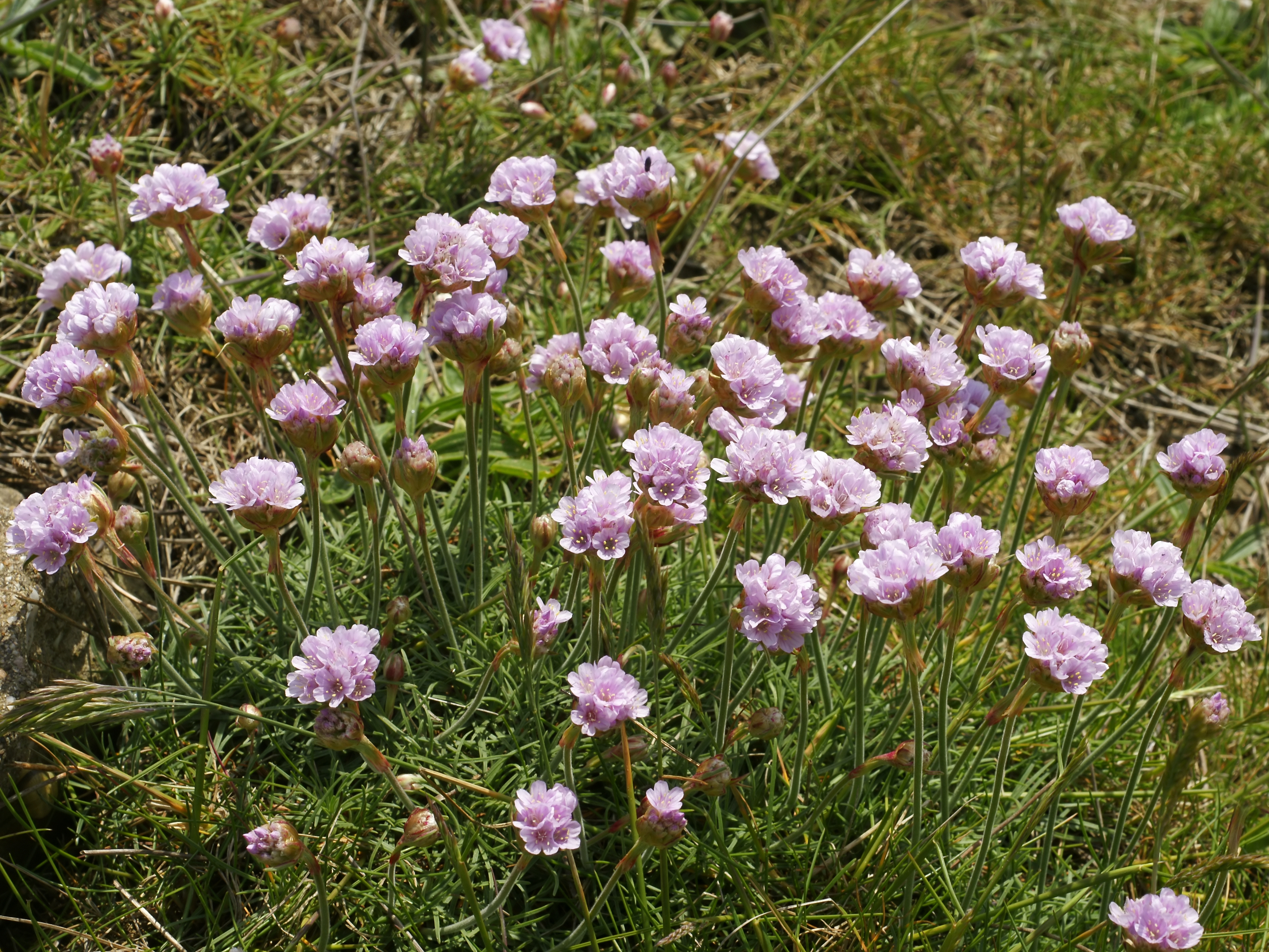
Zawciąg pospolity

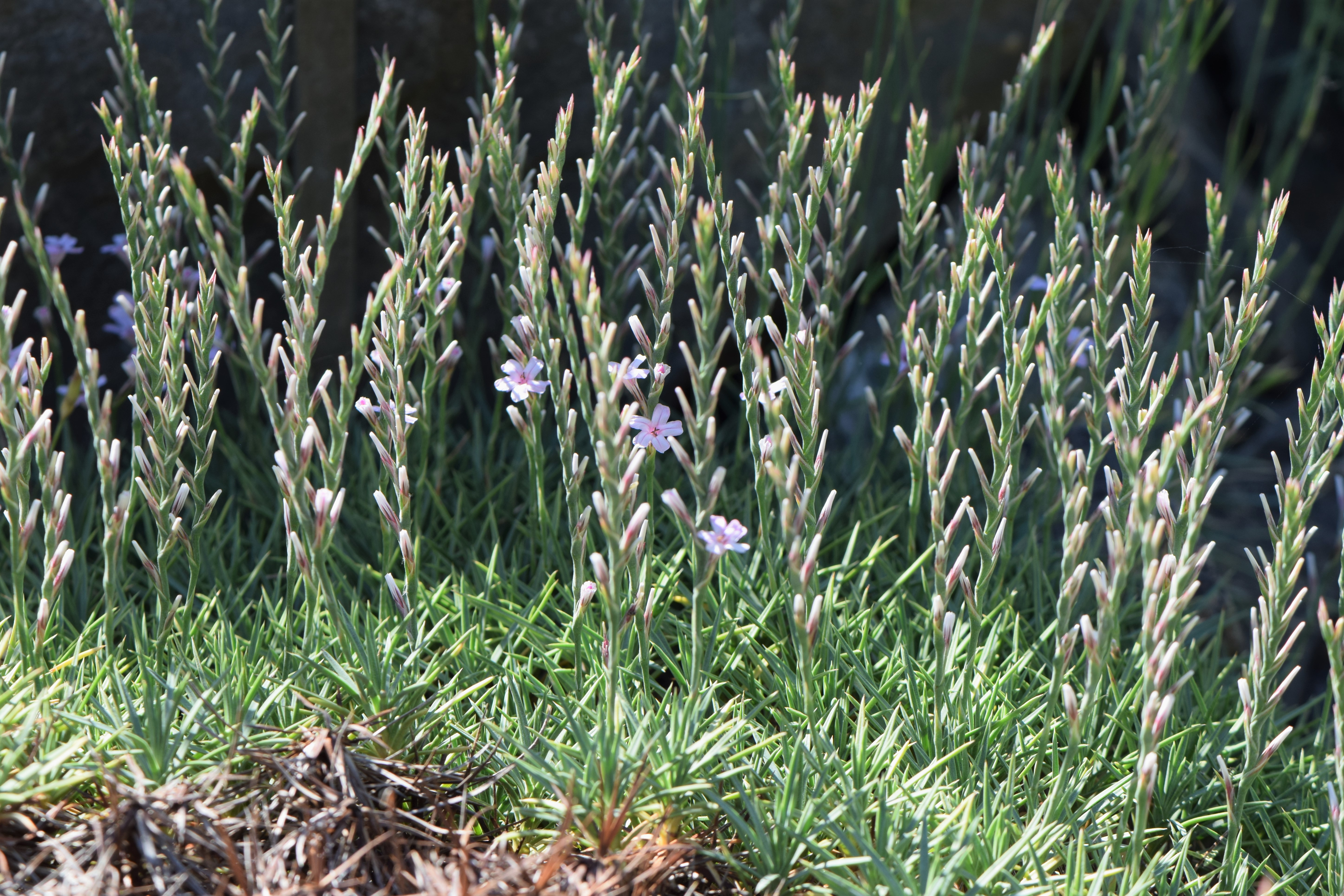
Acantholimon acerosum

PokrójRośliny jednoroczne, byliny, jak i krzewy oraz liany.
LiścieSkrętoległe, często w rozecie przyziemnej. Są pojedyncze i całobrzegie, czasem uszkowate u nasady, ale bez przylistków.
KwiatyPromieniste i obupłciowe, zebrane są w wierzchotki i skrętki, skupione dodatkowo w główki (Armeria), kłosy (Acantholimon), grona i wiechy (Limonium). Podsadki są papierzaste i pochwowate, kwiaty wsparte są dodatkowo przez dwie, rzadziej jedną przysadkę. Kielich z 5 zrosłych działek ma kształt rurki, często suchobłoniastej i barwnej. Płatki korony, także w liczbie 5, są wolne lub w różnym stopniu zrośnięte – połączone u nasady lub tworzące długą rurkę. Pręciki w liczbie 5. Ich nitki od nasady główek wnikają między pylniki w postaci łącznika, a pylniki otwierają się podłużnym pęknięciem. Jednokomorowa, górna zalążnia powstaje z 5 owocolistków i tyle też jest szyjek słupka. Znamiona są suche i brodawkowate.
OwoceZwykle jednonasienne, niepękające orzeszki otulone w trwałym kielichu, rzadziej niełupki i torebki.

## Systematyka

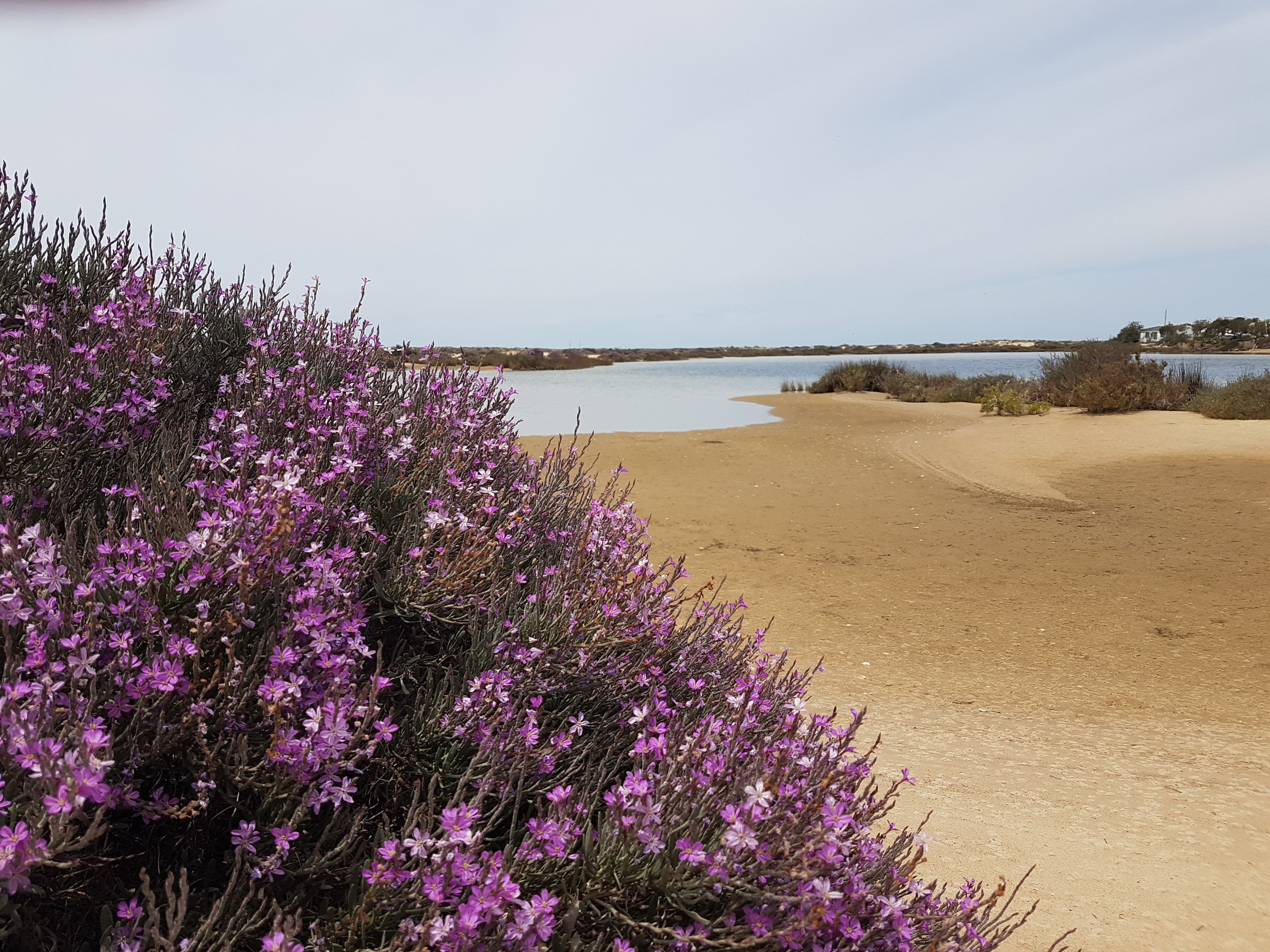
Limoniastrum monopetalum

Pozycja systematyczna według Angiosperm Phylogeny Website (aktualizowany system APG IV z 2016)
Rodzina siostrzana dla rdestowatych, blisko spokrewniona także z tamaryszkowatymi i pomorzlinowatymi w obrębie kladu polygonids w rzędzie goździkowców. Wyodrębnienie się rodziny datowane jest na 111–118 milionów lat temu, przy czym grupa koronna uznawana jest za znacznie młodszą – ostatni wspólny przodek współczesnych roślin żył 37–52 miliony lat temu.
Pozycja systematyczna w kladzie polygonids w obrębie rzędu goździkowców według Angiosperm Phylogeny Website (aktualizowany system APG IV z 2016)
|  | Droseraceae – rosiczkowate      |
|  |                                 |
|  | Nepenthaceae – dzbanecznikowate |
|  |                                 |

|  | Drosophyllaceae – rosolistnikowate                                     |
|  |                                                                        |
|  | \| \| Ancistrocladaceae \| \| \| \| \| \| Dioncophyllaceae \| \| \| \| |
|  |                                                                        |
|  | Ancistrocladaceae                                                      |
|  |                                                                        |
|  | Dioncophyllaceae                                                       |
|  |                                                                        |

|  | Ancistrocladaceae |
|  |                   |
|  | Dioncophyllaceae  |
|  |                   |

|  | Droseraceae – rosiczkowate      |
|  |                                 |
|  | Nepenthaceae – dzbanecznikowate |
|  |                                 |

|  | Drosophyllaceae – rosolistnikowate                                     |
|  |                                                                        |
|  | \| \| Ancistrocladaceae \| \| \| \| \| \| Dioncophyllaceae \| \| \| \| |
|  |                                                                        |
|  | Ancistrocladaceae                                                      |
|  |                                                                        |
|  | Dioncophyllaceae                                                       |
|  |                                                                        |

|  | Ancistrocladaceae |
|  |                   |
|  | Dioncophyllaceae  |
|  |                   |

|  | Frankeniaceae – pomorzlinowate |
|  |                                |
|  | Tamaricaceae – tamaryszkowate  |
|  |                                |

|  | Plumbaginaceae – ołownicowate |
|  |                               |
|  | Polygonaceae – rdestowate     |
|  |                               |

|  | Frankeniaceae – pomorzlinowate |
|  |                                |
|  | Tamaricaceae – tamaryszkowate  |
|  |                                |

|  | Plumbaginaceae – ołownicowate |
|  |                               |
|  | Polygonaceae – rdestowate     |
|  |                               |

|  | Droseraceae – rosiczkowate      |
|  |                                 |
|  | Nepenthaceae – dzbanecznikowate |
|  |                                 |

|  | Drosophyllaceae – rosolistnikowate                                     |
|  |                                                                        |
|  | \| \| Ancistrocladaceae \| \| \| \| \| \| Dioncophyllaceae \| \| \| \| |
|  |                                                                        |
|  | Ancistrocladaceae                                                      |
|  |                                                                        |
|  | Dioncophyllaceae                                                       |
|  |                                                                        |

|  | Ancistrocladaceae |
|  |                   |
|  | Dioncophyllaceae  |
|  |                   |

|  | Droseraceae – rosiczkowate      |
|  |                                 |
|  | Nepenthaceae – dzbanecznikowate |
|  |                                 |

|  | Drosophyllaceae – rosolistnikowate                                     |
|  |                                                                        |
|  | \| \| Ancistrocladaceae \| \| \| \| \| \| Dioncophyllaceae \| \| \| \| |
|  |                                                                        |
|  | Ancistrocladaceae                                                      |
|  |                                                                        |
|  | Dioncophyllaceae                                                       |
|  |                                                                        |

|  | Ancistrocladaceae |
|  |                   |
|  | Dioncophyllaceae  |
|  |                   |

|  | Frankeniaceae – pomorzlinowate |
|  |                                |
|  | Tamaricaceae – tamaryszkowate  |
|  |                                |

|  | Plumbaginaceae – ołownicowate |
|  |                               |
|  | Polygonaceae – rdestowate     |
|  |                               |

|  | Frankeniaceae – pomorzlinowate |
|  |                                |
|  | Tamaricaceae – tamaryszkowate  |
|  |                                |

|  | Plumbaginaceae – ołownicowate |
|  |                               |
|  | Polygonaceae – rdestowate     |
|  |                               |

Podział rodziny
Podrodzina Plumbaginoideae Burnett – 4 rodzaje ze strefy tropikalnej: 
- Ceratostigma Bunge – zawciągowiec
- Dyerophytum Kuntze
- Plumbagella Spach
- Plumbago L. – ołownik, ołownica

Podrodzina Staticoideae Kosteletzky
- plemię Aegialitideae Peng (bywa też podnoszone do rangi podrodziny Aegialitidoideae[4])
  - Aegialitis Br. – namorzyny Azji południowo-wschodniej i północnej Australii
- plemię Staticeae Bartling – wszystkie kontynenty z wyjątkiem Antarktydy, poza Europą i Azją głównie na wybrzeżach (bywa też podnoszone do rangi podrodziny Plumbaginoideae[4])
  - Acantholimon Boiss. – akantolimon
  - Armeria Willd. – zawciąg
  - Bamiania Lincz.
  - Bukiniczia Lincz.
  - Cephalorhizum Popov & Korovin
  - Ceratolimon M.B. Crespo & Lledó
  - Chaetolimon (Bunge) Lincz.
  - Dictyolimon Rech.f.
  - Eremolimon Lincz.
  - Ghaznianthus Lincz.
  - Gladiolimon Mobayen
  - Goniolimon Boiss. – goniolimon[9]
  - Ikonnikovia Lincz.
  - Limoniastrum Fabr.
  - Limoniopsis Lincz.
  - Limonium Mill. – zatrwian
  - Muellerolimon Lincz.
  - Myriolimon Lledó et al.
  - Neogontscharovia Lincz. 
  - Popoviolimon Lincz.
  - Psylliostachys (Jaub. & Spach) Nevski 
  - Saharanthus M. B. Crespo & Lledó
  - Vassilczenkoa Lincz.